# Niklas Mattsson
Niklas Mattsson (* 16. März 1992 in Sundsvall) ist ein schwedischer Snowboarder. Er startet in den  Freestyledisziplinen.

## Werdegang
Mattsson nimmt seit 2009 an Wettbewerben der FIS und der Ticket to Ride World Snowboard Tour teil. Sein erstes FIS Weltcuprennen fuhr er im Oktober 2009 in London, welches er auf dem 23. Platz im Big Air beendete. Im weiteren Saisonverlauf belegte er den dritten Rang im Slopestyle beim Protest World Rookie Fest in Livigno und den ersten Rang beim Chillinvitational in Gesunda und beim Piststilen in Ramundberget. Im Januar 2011 gewann er bei den Snowboard-Weltmeisterschaften 2011 in La Molina Silber im Slopestyle. Im folgenden Monat errang er im Slopestyle den dritten Rang beim Nescafé Champs in Leysin und den zweiten Platz beim Chillinvitational in Gesunda. Zum Beginn der Saison 2011/12 holte er im Big-Air-Wettbewerb in Stockholm seinen ersten FIS-Weltcupsieg. Es folgte ein dritter Rang beim Air & Style in Innsbruck. Bei den Snowboard-Weltmeisterschaften 2012 in Oslo kam er auf den 13. Platz im Slopestyle. Die Saison beendete er auf dem dritten Rang im FIS-Big Air Weltcup. Im folgenden Jahr gewann er bei den Snowboard-Weltmeisterschaften 2013 in Stoneham die Silbermedaille im Big Air. Im Januar 2014 belegte er beim Snowboard Jamboree und FIS-Weltcuprennen in Stoneham den zweiten Platz im Slopestyle. Bei seiner ersten Olympiateilnahme 2014 in Sotschi errang er den 23. Platz im Slopestyle. Bei den Snowboard-Weltmeisterschaften 2015 am Kreischberg kam er auf den 11. Platz im Slopestyle und auf den sechsten Rang im Big Air Wettbewerb. In der Saison 2015/16 belegte er beim Air & Style in Peking den achten und in Innsbruck den 19. Platz. Im Februar 2016 siegte er im Big Air beim Ale Invite in Ale und errang bei den X-Games Oslo 2016 den sechsten Platz im Big Air. Bei den Snowboard-Weltmeisterschaften 2016 in Yabuli kam er auf den 19. Platz im Big Air und auf den 11. Rang im Slopestyle. Im folgenden Jahr wurde er bei den Snowboard-Weltmeisterschaften in Sierra Nevada Neunter im Big Air und Sechster im Slopestyle. Bei den Olympischen Winterspielen 2018 wurde er Zwölfter im Big Air und Neunter im Slopestyle und errang bei den Snowboard-Weltmeisterschaften 2019 den 14. Platz im Slopestyle. In der Saison 2020/21 holte er im Slopestyle in Laax seinen zweiten Weltcupsieg und kam damit auf den vierten Platz im Slopestyle-Weltcup. Bei den Snowboard-Weltmeisterschaften 2021 belegte er den 11. Platz im Big Air. Im folgenden Jahr kam er bei den Olympischen Winterspielen in Peking auf den 30. Platz im Slopestyle und auf den 20. Rang im Big Air.
Mattsson wurde schwedischer Meister in den Disziplinen Big Air (2013, 2014, 2016, 2018) und Slopestyle (2016).

## Weltcupsiege
| Nr. | Datum             | Ort       | Disziplin  |
| --- | ----------------- | --------- | ---------- |
| 1.  | 19. November 2011 | Stockholm | Big Air    |
| 2.  | 22. Januar 2021   | Laax      | Slopestyle |